# Ludmila Mikaël
Pour les articles homonymes, voir Mikaël (homonymie).
Ludmilla Dmitrienko, dite Ludmila Mikaël, née le 27 avril 1947 à Bois-Colombes dans le département de la Seine, est une actrice française.

## Biographie

### Famille et formation
Fille du peintre Pierre Dmitrienko et de la pianiste Lilliane Carol, Ludmila Mikaël  est élève au Conservatoire national supérieur d'art dramatique, classe de Louis Seigner. Elle y obtient un 1er prix dans le rôle de Grouchenka dans Les Frères Karamazov de Dostoïevski, un 2e prix de tragédie dans le rôle d'Hermione dans Andromaque de Racine et un 2e prix de comédie classique dans le rôle de Camille dans On ne badine pas avec l'amour d'Alfred de Musset. Parallèlement à sa carrière théâtrale qui lui offre tous les premiers rôles magnifiques du répertoire, elle commence à jouer au cinéma dès 1966 dans Le Saut de Christian de Chalonge. 

### Carrière
Elle débute réellement à l'écran en 1968 en interprétant le rôle de Françoise dans Des garçons et des filles d'Étienne Périer, aux côtés de Nicole Garcia et de Marc Porel. En 1969, elle accède à la popularité avec La Chasse royale de François Leterrier, film dans lequel Sami Frey et Claude Brasseur sont les vedettes. Elle est, en 1974, la maîtresse de Vincent (interprété par Yves Montand) dans Vincent, François, Paul... et les autres de Claude Sautet.
Elle joue également pour la télévision dans, entre autres, Les Eaux mêlées de Jean Kerchbron, diffusé en 1969. Elle reçoit le prix Suzanne-Bianchetti en 1970.
Sporadiquement, au cinéma, elle apparaît dans des seconds rôles dans de grosses productions comme Le Sergent de John Flynn (1968) ou Diên Biên Phu de Pierre Schoendoerffer (1991), mais aussi dans des films d'auteur plus intimistes tel que Noce blanche de Jean-Claude Brisseau (1989). 
Elle intègre la Comédie-Française en 1967 et devient sociétaire en 1975. L'actrice décide de la quitter en 1987. Elle est alors nommée sociétaire honoraire et peut ainsi continuer à s'y produire. Cependant, elle n'enchaîne pas pour autant les films : sa carrière cinématographique demeure très en deçà de sa carrière théâtrale très riche. Sur les planches, elle se voit attribuer en 1992 le Molière de la meilleure comédienne pour son interprétation dans Célimène et le Cardinal. Dans les années 1990, elle tourne davantage au cinéma, mais reste cantonnée à des rôles secondaires dans des comédies populaires (Coup de jeune de Xavier Gélin, 1992 - 15 août de Patrick Alessandrin, 2001) ou à des films de jeunes réalisateurs (Bord de mer de Julie Lopes-Curval, Caméra d'or au Festival de Cannes en 2002). En 2005, tout en poursuivant sa carrière théâtrale, elle partage l'affiche d’Aux abois, de Philippe Collin avec Élie Semoun. Puis, moins présente à la Comédie-Française, elle joue dans d'autres théâtres comme, par exemple, le Théâtre de la Madeleine avec L'Amante anglaise de Marguerite Duras en 2009.

### Vie privée
De 1974 à 1980, elle est l'épouse du metteur en scène britannique Terry Hands. De leur union naît une fille, la comédienne Marina Hands, qu'elle élève en partie seule,.

## Décorations
- Chevalière de la Légion d'honneur (2018)[6]
- Commandeur de l'ordre des Arts et des Lettres

## Théâtre

### Carrière à la Comédie-Française
- Entrée à la Comédie-Française le 1er septembre 1967
- Sociétaire le 1er janvier 1975
- Sociétaire honoraire le 1er janvier 1987
- 454e sociétaire

#### Rôles
- 1967

1. Mathilde, Un caprice, Alfred de Musset
2. Elvire, Dom Juan, Molière, mise en scène Antoine Bourseiller

- 1968

1. Agar, Athalie de Racine, mise en scène Maurice Escande
2. Dona Maria de Neubourg, Ruy Blas, Victor Hugo, mise en scène Raymond Rouleau

- 1969

1. Éliante, Le Misanthrope, Molière, mise en scène Jacques Charon
2. Lumîr, Le Pain dur, Paul Claudel, mise en scène Jean-Marie Serreau
3. Élise, L'Avare, Molière, mise en scène Jean-Paul Roussillon

- 1970

1. Benedetta de Narni, Malatesta, Henry de Montherlant, mise en scène Pierre Dux
2. Léonor, Le Cid, Pierre Corneille, mise en scène Paul-Émile Deiber

- 1971

1. Victoria, Elle, Le Songe, August Strindberg, mise en scène Raymond Rouleau
2. Elle, Cœur à deux, Guy Foissy, mise en scène Jean-Pierre Miquel
3. Mariane, Tartuffe, Molière, mise en scène Jacques Charon
4. Gwendoline, Becket ou l'Honneur de Dieu, Jean Anouilh, mise en scène Jean Anouilh et Roland Piétri
5. Camille, Horace, Pierre Corneille, mise en scène Jean-Pierre Miquel

- 1972

1. Mariana, Le Maître de Santiago, Henry de Montherlant, mise en scène reprise sous la direction de Michel Etcheverry
2. Lady Anne, Richard III, Shakespeare, mise en scène Terry Hands
3. une Précieuse, La Troupe du Roy, d'après Molière, mise en scène Paul-Émile Deiber
4. Élise, L'Avare, Molière, mise en scène Jean-Paul Roussillon

- 1973

1. Sœur Gabrielle, Port-Royal, Henry de Montherlant, mise en scène Jean Meyer

- 1974

1. Thaïsa et Marina, Péricles, prince de Tyr, Shakespeare, mise en scène Terry Hands
2. Coralie Bleu, La Nostalgie, Camarade..., François Billetdoux, mise en scène Jean-Paul Roussillon, Théâtre de l'Odéon

- 1975

1. Ysé, Partage de midi, Paul Claudel, mise en scène Antoine Vitez

- 1976

1. Viola, La Nuit des Rois ou Ce que vous voudrez, Shakespeare, mise en scène Terry Hands
2. Roxane, Cyrano de Bergerac, Edmond Rostand, mise en scène Jean-Paul Roussillon

- 1977

1. Valentine, La Paix chez soi, Georges Courteline, mise en scène Alain Pralon
2. Chimène, Le Cid, Pierre Corneille, mise en scène Terry Hands

- 1978

1. Junie, Britannicus, Jean Racine, mise en scène Jean-Pierre Miquel
2. Phèdre, Phèdre, Jean Racine, mise en scène Jacques Rosner
3. Giacinta, La Trilogie de la villégiature, Carlo Goldoni, mise en scène Giorgio Strehler

- 1980

1. Nina Mikhaïlovna Zoretchnaïa, La Mouette, Anton Tchekhov, mise en scène Otomar Krejča
2. Marianne, Les Caprices de Marianne, Alfred de Musset, mise en scène François Beaulieu
3. Simul et singulis, Soirée littéraire consacrée au Tricentenaire de la Comédie-Française, mise en scène Jacques Destoop

- 1982

1. Rosaure, La vie est un songe, Pedro Calderón de la Barca, mise en scène Jorge Lavelli

- 1983

1. la Marquise, La Seconde Surprise de l'amour, Marivaux, mise en scène Jean-Pierre Miquel

- 1984

1. Célimène, Le Misanthrope, Molière, mise en scène Jean-Pierre Vincent
2. Bérénice, Bérénice, Jean Racine, mise en scène Klaus Michael Grüber (77 fois, 1984-1985)

### Hors Comédie-Française
- 1965 : Bérénice de Jean Racine, mise en scène Jacques Sereys, Théâtre de l'Ambigu
- 1971 : La Reine morte de Henry de Montherlant, mise en scène Jean Meyer, Théâtre des Célestins, Leon
- 1987 : Le Soulier de satin de Paul Claudel, mise en scène Antoine Vitez, Festival d'Avignon, Théâtre national de Chaillot, Paris
- 1988 : La Femme à contre-jour d’Érik Naggar, mise en scène Jean Rochefort, Théâtre des Mathurins,
- 1993 : Célimène et le Cardinal de Jacques Rampal, mise en scène de Bernard Murat, avec Gérard Desarthe Théâtre de la Porte-Saint-Martin puis, en reprise, avec Didier Sandre Théâtre Montparnasse, Paris
- 1996 : Gertrud de Hjalmar Söderberg, mise en scène Gérard Desarthe, Théâtre Hébertot, Paris
- 1998 : Deux sur la balançoire de William Gibson, mise en scène Stéphane Hillel, Théâtre Montparnasse
- 2000 : Les Liaisons dangereuses de Choderlos de Laclos, avec Didier Sandre, soirée exceptionnelle le 19 novembre 2000 au Théâtre du Palais-Royal, Paris : Merteuil
- 2001 : Un trait de l'esprit de Margaret Edson, mise en scène Jeanne Moreau
- 2009 : L'Amante anglaise de Marguerite Duras, mise en scène Marie-Louise Bischofberger, Théâtre de la Madeleine, Paris
- 2013 : Et jamais nous ne serons séparés de Jon Fosse, mise en scène Marc Paquien, Théâtre de l'Œuvre, Paris
- 2018 : Skorpios au loin d'Isabelle Le Nouvel, mise en scène Jean-Louis Benoît, théâtre des Bouffes Parisiens, Paris
- 2025 : Le Prix de Cyril Gély, mise en scène Tristan Petitgirard, Théâtre Hébertot, Paris

## Filmographie

### Cinéma
- 1965 : Les Grandes Gueules de Robert Enrico : une serveuse de bistro
- 1967 : Le Saut de Christian de Chalonge : Dominique
- 1968 : Des garçons et des filles d'Étienne Périer : Françoise
- 1968 : Le Sergent (The Sergeant) de John Flynn : Solange
- 1969 : La Chasse royale de François Leterrier : Hélène
- 1974 : Un homme qui dort de Bernard Queysanne : La narratrice (voix)
- 1974 : Vincent, François, Paul et les autres de Claude Sautet : Marie
- 1979 : La Guerre des polices de Robin Davis : la juge François
- 1982 : Le Bourgeois gentilhomme de Roger Coggio : Dorimène
- 1989 : Noce blanche de Jean-Claude Brisseau : Catherine Hainaut
- 1989 : Natalia de Bernard Cohn : Catherine
- 1991 : Aqui d'el rei ! d'Antonio-Pedro Vasconcelos : Mariana
- 1991 : Diện Biên Phu de Pierre Schoendoerffer : Béatrice Vergnes
- 1992 : Vagabond d'Ann Le Monnier : Marie
- 1992 : Les Eaux dormantes de Jacques Tréfouël : Éva
- 1993 : Mauvais Garçon de Jacques Bral : Barbara
- 1993 : À cause d'elle de Jean-Loup Hubert : Agnès Marchand
- 1993 : Coup de jeune de Xavier Gélin : Anne-Christine
- 1993 : Vent d'est de Robert Enrico : le capitaine Barinkova
- 1993 : Archipel de Pierre Granier-Deferre : Miss Elliot
- 1995 : Le Petit Garçon de Pierre Granier-Deferre : Mme Roussel
- 2001 : 15 août de Patrick Alessandrin : Louise Abel
- 2001 : L'Art (délicat) de la séduction de Richard Berry : Alice
- 2002 : Bord de mer de Julie Lopes-Curval : Anne
- 2003 : Le Tango des Rashevski de Sam Garbarski : Isabelle
- 2003 : Le Cœur des hommes de Marc Esposito : Françoise
- 2004 : Aux abois de Philippe Collin : Simone
- 2004 : Pourquoi (pas) le Brésil de Laetitia Masson : La très belle
- 2007 : Écoute le temps (Fissures) d'Alanté Kavaïté : La mère de Charlotte
- 2007 : Le Cœur des hommes 2 de Marc Esposito : Françoise
- 2009 : L'Enfance du mal d'Olivier Coussemacq : Nathalie Van Eyck
- 2010 : Avant l'aube de Raphaël Jacoulot : Michèle Couvreur
- 2024 : En fanfare d'Emmanuel Courcol : Mme Desormeaux

### Télévision
- 1967 : Jean de la Tour Miracle de Jean-Paul Carrère : Magdeleine
- 1969 : Les Eaux mêlées de Jean Kerchbron
- 1972 : Horace d'Olivier Ricard
- 1973 : Héloïse et Abélard de Jacques Trebouta : Héloïse
- 1977 : Bonheur, impair et passe, de Roger Vadim : Angora
- 1982 : Le Lys dans la vallée de Fabrice Maze d'après le roman d'Honoré de Balzac adapté par Félicien Marceau : Madame de Mortsauf.
- 1983 : Deux amies d'enfance, de Nina Companeez : Esther/ Nelly
- 1980 et 1988 : Cinéma 16 :
  - 1980 : Irène et sa folie de Bernard Queysanne : Irène
  - 1988 : Staccato d'André Delacroix : Hélène
- 1989 : Le Lien du sang, de Pierre Lary : Hélène
- 1989 : La Grande Cabriole: Ninetto - Camilla
- 1995 : Le Rêve d'Esther, de Jacques Otmezguine : Esther
- 1996 : La Nouvelle Tribu de Roger Vadim (mini-série)
- 1997 : Un coup de baguette magique de Roger Vadim
- 1997 : Interdit de vieillir, de Dominique Tabuteau : Dominique
- 1997 :  L'Inventaire, de Caroline Huppert : Mélanie Boyelles
- 1997 :  Un homme digne de confiance, de Philippe Monnier : Eléonore Castan
- 1998 : Victor Schœlcher, l'abolition, de Paul Vecchiali
- 1999 : Jésus, de Serge Moati : Marie
- 2000 : Les Bœuf-carottes (Parmi l'élite - Episode 9), de Josée Dayan : Frédérique Peyret
- 2003 : Tout pour être heureux, de Jean-Denis Robert : Catherine
- 2003 : Le Tango des Rashevski, de Sam Garbarski : Isabelle
- 2003 : Sauveur Giordano (Au nom du père - Episode 4), de Kristel Mudry : Claire Legrand
- 2005 : Sarah Bernhardt, une étoile en plein jour (première diffusion en 2008), de Laurent Jaoui : Mademoiselle Sarah Bernhardt
- 2006 : Mémoire de glace, de Pierre-Antoine Hiroz : Marthe Rebatet
- 2006 : René Bousquet ou le grand arrangement, de Laurent Heynemann
- 2007 : Les Liens du sang, de Régis Musset : Laurence Meyer
- 2008 : Le sanglot des anges, de Jacques Otmezguine : Marlène
- 2008 : Ah, c'était ça la vie ! de Franck Apprederis : Mme Reuilly-Nonancourt
- 2009 : Revivre (mini-série en 6 épisodes de 45 minutes), de Haim Bouzaglo et Sarah Romano : la voix-off
- 2011 : Braquo (saison 2) Épisodes No 5 à 8 d'Éric Valette : Irène Bleuvenne (Mère d'Antoine)
- 2012 : Climats "Les Orages de la passion" de Caroline Huppert : Tante Cora
- 2012 : Commissaire Magellan (Le manoir maudit) de Laurent Mondy : Eléonore Gonet
- 2014 : Bleu catacombes de Charlotte Brandström : Lydia Muller
- 2014 : Où es-tu maintenant ? d'Arnaud Sélignac : Olivia Delmas
- 2014 : Détectives (Saison 2 épisode 1 : "Abus de faiblesse") : Elisabeth Gallet
- 2014 : Mongeville (épisode 5) de Bruno Garcia : Jeanne Marsac
- 2015 : Lui au printemps, elle en hiver de Catherine Klein : Jeanne
- 2015 : L'âge de déraison (Court-métrage) de Christophe Louis : Mado
- 2016 : Chefs (saison 2) d'Arnaud Malherbe et Clovis Cornillac : Anne-Marie
- 2018 : Meurtres en Pays d'Oléron de Thierry Binisti : Marianne
- 2021 : Prière d'enquêter, épisode C'était écrit de Laurence Katrian : Emilie Pinson
- 2022 : Les Mystères de la duchesse d'Emmanuelle Dubergey : duchesse Louise de Crémier

## Prix et distinctions

### Récompenses
- Prix du Syndicat de la critique 1976 : meilleure comédienne pour ses interprétations à la Comédie-Française
- Molières 1992 : Molière de la comédienne pour Célimène et le Cardinal
- Prix du Syndicat de la critique 2009 : Meilleure comédienne pour L’Amante anglaise
- Prix du Brigadier 2009 pour  L'Amante anglaise

### Nominations
- César 1990 : César de la meilleure actrice dans un second rôle pour Noce blanche
- Molières 1996 : Molière de la comédienne pour Gertrud
- Molières 1998 : Molière de la comédienne pour Deux sur la balançoire
- Molières 2001 : Molière de la comédienne pour Un trait de l'esprit